# Sala (carrosseriebouwer)
Carrozzeria Italiana Cesare Sala was een carrosseriebouwer uit Milaan, Italië.
Carrozzerie Sala bouwde in de tweede helft van de 19e eeuw koetsen en rijtuigen. Het bedrijf bestond uit diverse kleine werkplaatsen, waarvan Taramella & Co de bekendste was. 
In 1901 legde Cesare Sala de basis voor een moderne carrosseriebedrijf door ook carrosserieën voor auto's te ontwikkelen. In 1905 werd de bedrijfsnaam Carrozzeria Italiana Cesare Sala.
Het bedrijf bouwde carrosserieën op basis van chassis van onder meer Ansaldo, Fiat en Lancia. Na de pensionering van Sala zelf legde het bedrijf zich toe op het bouwen van carrosserieën op basis van Isotta Fraschini. Het bedrijf hield op te bestaan in 1933.
Samen met Carrozzeria Castagna legde het bedrijf de basis voor latere carrosseriebouwers in Milaan, zoals Zagato.